# Kyokushūzan Noboru
Kyokushūzan Noboru (jap. 旭鷲山 昇 Kyokushūzan Noboru; właściwie Davaagiin Batbayar, ur. 8 marca 1973 w Ułan Batorze) (mon. Даваагийн Батбаяр) - były rikishi, polityk mongolski reprezentujący Partię Demokratyczną. Pierwszy Mongoł, który osiągnął rangę komusubi. Jako zawodnik należał do stajni Ōshima.